# 屈布雅克-欧韦泽尔-瓦勒当斯
屈布雅克-欧韦泽尔-瓦勒当斯（法語：Cubjac-Auvézère-Val d'Ans，法語發音：[kybʒak ovezɛʁ val dɑ̃s]）是法国多尔多涅省的一个市镇，位于该省中东部偏北，属于农特龙区。

## 地名
市镇名“屈布雅克-欧韦泽尔-瓦勒当斯”（Cubjac-Auvézère-Val d'Ans）由三部分组成：屈布雅克（Cubjac），该市镇的前身及主体；欧韦泽尔（Auvézère），取自歐韋澤爾河；瓦勒当斯（Val d'Ans），法语意为“昂斯之谷”，“昂斯”（Ans）则是指历史上的昂斯城主领（châtellenie d'Ans）。

## 历史
屈布雅克-欧韦泽尔-瓦勒当斯成立于2017年1月1日，由以下3个市镇合并而成：
- 屈布雅克（Cubjac）
- 拉布瓦西耶尔当斯（La Boissière-d'Ans）
- 圣庞塔利当斯（Saint-Pantaly-d'Ans）

其中屈布雅克为政府驻地。

## 地理
屈布雅克-欧韦泽尔-瓦勒当斯（45°13'17.11"N, 0°56'17.05"E）面积39.56 平方千米，位于法国新阿基坦大区多爾多涅省，该省份为法国西南部内陆省份，是法國本土面积第三大的省，大致对应佩里戈尔地区，北起顺时针与夏朗德省、上维埃纳省、科雷兹省、洛特省、洛特-加龙省、吉倫特省和滨海夏朗德省接壤。

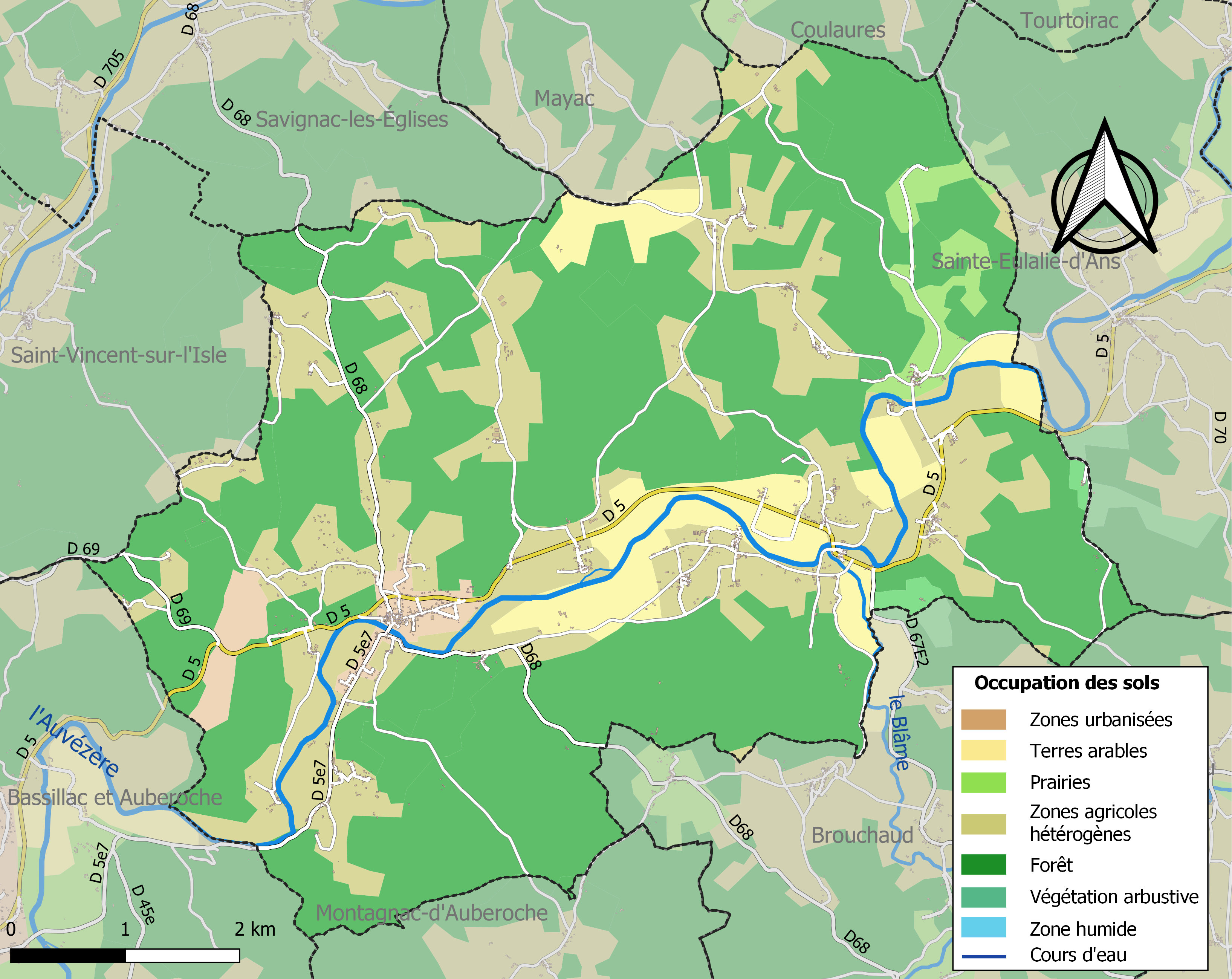
屈布雅克-欧韦泽尔-瓦勒当斯的OSM定位图

与屈布雅克-欧韦泽尔-瓦勒当斯接壤的市镇（或旧市镇、城区）包括：马亚克、库洛尔、圣厄拉利当斯、布鲁绍、加比尤、蒙塔尼亚克-多布罗什、巴西亚克和欧布罗什、伊勒河畔圣樊尚、萨维尼亚克-莱塞格利斯。
屈布雅克-欧韦泽尔-瓦勒当斯的时区为UTC+01:00、UTC+02:00（夏令时）。

## 行政
屈布雅克-欧韦泽尔-瓦勒当斯的邮政编码为24640，INSEE市镇编码为24147。

## 政治
屈布雅克-欧韦泽尔-瓦勒当斯所属的省级选区为伊勒-卢-欧韦泽尔县。

## 人口
屈布雅克-欧韦泽尔-瓦勒当斯于2022年1月1日时的人口数量为1116人。